# Canal de Montech
Het Canal de Montech is een 19e-eeuws aangelegd kanaal in Frankrijk dat gelijktijdig aangelegd werd met het Canal de Garonne waarvan het ter hoogte van Montech aftakt om een verbinding te maken met de Tarn, die destijds nog voor de scheepvaart gebruikt werd tot Albi.
Het hoogteverschil van 28 meter wordt overwonnen door 10 sluizen. In 1990 werd het kanaal gesloten voor de scheepvaart om pas na renovatie en automatisering van de sluizen in 2003 weer te worden geopend. De dubbele verbindingssluis met de Tarn in Montauban werd pas in 2011 weer opengesteld.